# 伊莎贝拉·阿博特
伊莎贝拉·阿博特（英語：Isabella Aiona Abbott，1919年6月20日—2010年10月28日），为 夏威夷教育家和民族植物学家，是第一位获得科学博士学位的夏威夷原住民。她是太平洋藻类学方面的权威专家
。

## 早年
阿博特于1919年6月20日生于夏威夷領地茂宜岛哈纳，名字为Isabella Kauakea Yau Yung Aiona，意思是“哈纳白色的雨”，昵称为“Izzy”。她的父亲是华人，她的母亲是夏威夷原住民后裔。她的母亲教她辨认可以食用的海藻。
阿博特在檀香山长大，1937年毕业于卡美哈梅哈学校。她于1941年获得 夏威夷大学马诺阿分校植物学本科学位，1942年和1950年分别获得密歇根大学植物学硕士学位和加州大学伯克利分校博士学位。她丈夫唐纳德·普特南·阿博特（Donald Putnam Abbott）（1920–1986）动物学家，是她在夏威夷大学和加州大学伯克利分校的同学。他们夫妇二人移居加利福尼亚州太平洋丛林市，她丈夫在斯坦福大学霍普金斯海洋研究站教她专业知识。当时，社会很少考虑让女性获得学术职位，她边抚养自己的女儿，边研究加州沿岸海藻。她发明了把海囊藻加入蛋糕和咸菜等食物中的办法。

## 学术生涯
1969年，阿博特开始在霍普金斯海洋研究站夏季学期讲课。她编纂了一部关于蒙特瑞半岛海藻的专著，后来，这部专著后来又将加州海岸海藻研究包括进去。1972年，斯坦福大学破格直接将她升为正教授。1982年，阿博特夫妇退休，回到夏威夷，伊莎贝拉·阿博特被夏威夷大学聘用，开始研究民族植物学，这是一门关于人与植物相互关系的学科。
阿博特编著了8部著作，发表了150余篇论文。她被视为夏威夷海藻领域的权威专家，被称作limu（夏威夷语里海藻的意思）。她以发现了200余种物种享有盛誉，多种物种以她的名字命名。这使她被称为"海藻第一夫人"。
1997年，阿波特获得美国国家科学院颁发的吉尔伯特·摩根·史密斯奖。2008年，她获得夏威夷土地和自然资源部颁发的终身成就奖。
自1980年起直至退休，阿博特任夏威夷大学G. P. Wilder植物学讲席教授，退休后任植物学退休教授。她还担任毕夏普博物馆理事会理事。1997年11月，她与别人共同在檀香山星报发表文章，批评卡美哈梅哈学校信托人工作不力，使卡美哈梅哈学校得以重组。
2005年，阿博特入选夏威夷杰出人才库。2010年10月28日，阿博特在檀香山家中去世，享年91岁。

## 著作
- Isabella A. Abbott. . 1961.
- Gilbert Morgan Smith; George J. Hollenberg; Isabella A. Abbott. . Stanford University Press. 1969.
- Isabella A. Abbott; Munenao Kurogi. . Sapporo, Japan: Japanese Society of Psychology. 1972.
- Isabella Aiona Abbott; Eleanor Horswill Williamson. . Pacific Tropical Botanical Garden. 1974.
- Elmer Yale Dawson; Isabella Aiona Abbott. . W. C. Brown Company. March 1, 1978. ISBN 978-0-697-04892-9.
- Isabella A. Abbott; Michael S. Foster; Louise F. Eklund. . Pacific Grove, California: California Sea Grant College Program, Institute of Marine Resources, University of California. March 6, 7, 8, 1980.
- Isabella Aiona Abbott. . Bernice Pauahi Bishop Museum Press. March 1992  [2014-07-18]. ISBN 978-0-930897-62-8. （原始内容存档于2016-04-14）.
- Isabella A. Abbott; George J. Hollenberg. . Stanford University Press. August 2, 1992  [2014-07-18]. ISBN 978-0-8047-2152-3. （原始内容存档于2016-04-01）.
- Isabella A. Abbott. . California Sea Grant College Program. 1995. Eight volume series from an international workshop hosted by the University of Hawaii, Honolulu, July 1993
- Isabella Aiona Abbott. . Bernice Pauahi Bishop Museum Press. 1999  [2014-07-18]. ISBN 978-1-58178-003-1. （原始内容存档于2016-04-05）.
- Isabella Aiona Abbott; John Marinus Huisman. . Bernice Pauahi Bishop Museum Press. April 2004  [2014-07-18]. ISBN 978-1-58178-030-7. （原始内容存档于2016-04-03）.
- Isabella Aiona Abbott; Roger R. B. Leakey. Craig R. Elevitch , 编. . Permanent Agriculture Resources. June 2006  [2014-07-18]. ISBN 978-0-9702544-5-0. （原始内容存档于2016-04-06）.